# سرخس پاخرگوشی قناری
سرخس پاخرگوشی قناری(نام علمی: Davallia canariensis) نام یک گونه از subkingdom آوندداران است.